# پیشاب‌راه
پیشاب‌راه، میزراه، گمیزراه، مجرای ادراری، تیبل وی یا اورِترا   لوله‌ای است که مثانه ادراری را به مجرای ادراری متصل می‌کند، که از طریق آن پستانداران جفت‌دار ادرار می‌کنند و انزال دارند‌. در مهره‌داران غیر پستاندار، پیشاب‌راه همچنین منی را منتقل می‌کند، اما از دستگاه ادراری جدا است.
اسفنکتر خارجی پیشاب‌راه ماهیچه‌ای مخطط است که کنترل ارادی بر ادرار کردن را میسر می‌سازد. اسفنکتر داخلی، که از ماهیچه‌های صاف غیرارادی تشکیل شده و در گردن مثانه و پیشاب‌راه قرار دارد، از طریق دستگاه عصبی خودمختار و به‌ویژه بخش سمپاتیک آن تأمین عصب می‌شود. این نوع اسفنکتر نیز در هر دو جنس، مردان و زنان، وجود دارد.